# Tauripampa (distrito)
O Distrito peruano de Tauripampa é um dos trinta e tês distritos da Província de Yauyos, situada no  Departamento de Lima, pertencente a Região de Lima, Peru. 

## Transporte
O distrito de Tauripampa é servido pela seguinte rodovia:
- LM-126, que liga o distrito de Omas à cidade de Putinza [1][2][3]